# Seznam osebnosti iz Občine Dobrepolje
Seznam osebnosti iz Občine Dobrepolje vsebuje osebnosti, ki so se tu rodile, delovale ali umrle.

## Umetnost
- Jernej Pečnik, arheolog (1835, Cesta – 1914, Ljubljana)
- France Kralj, slikar, kipar, grafik, ilustrator in pedagog (1895, Zagorica – 1960, Ljubljana)
- Tone Kralj, slikar, grafik in kipar (1900, Zagorica – 1975, Ljubljana)
- Tone Žnidaršič, slikar in ilustrator (1923, Podgorica – 2007, ?)
- Janez Miklič, baletni solist in oblikovalec (1926, Videm, Dobrepolje – 2010, Dunaj, Avstrija)

## Književnost in šolstvo
- Bernard Tomšič, učitelj, pesnik, pisatelj in redovnik (1811, Videm, Dobrepolje – 1856, Vinica)
- Fran Jaklič, pisatelj in učitelj, ljudski prosvetitelj in gospodarski organizator (1868, Podgorica, Dobrepolje – 1937, Ljubljana)
- Matija Prelesnik, duhovnik, pesnik in pripovednik (1872, Cesta – 1905, Ljubljana)
- Anton Hren (pisatelj), mladinski pisatelj in narodni delavec (1880, Kompolje – 1936, Maribor)
- Franc Samec, pedagoški pisec in učitelj (1884, Kompolje – 1945, Dachau, Nemčija)
- Milan Adamič, pedagog, psiholog in didaktik (1938, Videm, Dobrepolje – 2019, ?)

## Religija
- Janez Brodnik (Johannes), duhovnik (1813, Ponikve, Dobrepolje – 1879, Žužemberk)
- Frančišek Kralj, duhovnik, pesnik in pisatelj (1875, Struge – 1958, Struge)
- France Drobnič, duhovnik, jezuit in misijonar (1902, Videm, Dobrepolje – 1963, Kolkata, Indija)
- Zvone Štrubelj, izseljenski duhovnik (?, Zdenska vas – )

## Drugo
- Jože Miklič, partizan, politik in obveščevalec (1922, Cesta – ?)
- Štefan Adamič, raziskovalec in organizator biomedicinske informatike (1926, Kompolje – 2022, Ljubljana)
- Anton Kralj, zadružnik (1878, Zagorica – 1941, ?)
- Franci Žnidaršič, politik, osamosvojitelj (1958, Kompolje - )